# بتي (بيرسهراب)
بتي (بالفارسية: پتی) هي منطقة سكنية تقع في سيستان وبلوتشستان في إيران. يقدر عدد سكانها بـ 417 نسمة بحسب إحصاء 2016.